# Un monde meilleur (album)
Pour les articles homonymes, voir Un monde meilleur.
Albums de Kids United
Tout le bonheur du monde
(2016)
Un monde meilleur est le premier album de reprises du collectif d'enfants Kids United, groupe français formé en 2015 pour une campagne UNICEF. Le collectif était initialement composé de six enfants alors âgés de huit à quinze ans. Une partie de l'argent récolté grâce aux ventes de l'album est reversé directement à l'UNICEF afin de poursuivre ses missions sur le terrain. Le projet est soutenu par Hélène Ségara (marraine) et Corneille (ambassadeur de l’UNICEF et parrain). 
L'album, sorti le 20 novembre 2015 à l’occasion de la Journée internationale des droits de l’enfant, a été certifié disque de diamant, ainsi que numéro un des ventes en France la semaine du 29 janvier 2016.

## Liste des chansons
| No  | Titre                               | Paroles                             | Musique                             | Interprète initial     | Durée |
| --- | ----------------------------------- | ----------------------------------- | ----------------------------------- | ---------------------- | ----- |
| 1.  | On écrit sur les murs               | Romano Musumarra, Jean-Marie Moreau | Romano Musumarra, Jean-Marie Moreau | Demis Roussos          | 2:54  |
| 2.  | Sauver l'amour (ft. Hélène Ségara)  | Daniel Balavoine                    | Daniel Balavoine                    | Daniel Balavoine       | 3:26  |
| 3.  | Imagine                             | John Lennon, Yoko Ono               | John Lennon                         | John Lennon            | 3:08  |
| 4.  | Il faudra leur dire (ft. Corneille) | Francis Cabrel                      | Francis Cabrel                      | Francis Cabrel         | 3:12  |
| 5.  | Des ricochets                       | Patrice Guirao                      | Frédéric Château                    | Collectif Paris Africa | 3:32  |
| 6.  | Toi + Moi                           | Grégoire                            | Grégoire                            | Grégoire               | 3:06  |
| 7.  | Parce qu'on vient de loin           |                                     |                                     | Corneille              | 3:54  |
| 8.  | Chanter pour ceux                   | Michel Berger                       | Michel Berger                       | Michel Berger          | 3:30  |
| 9.  | Happy                               | Pharrell Williams                   | Pharrell Williams                   | Pharrell Williams      | 2:27  |
| 10. | Papaoutai                           | Stromae                             | Stromae                             | Stromae                | 3:57  |
| 11. | Éblouie par la nuit                 | Raphael                             | Raphael                             | Zaz                    | 2:26  |
| 12. | Last Christmas                      | George Michael                      |                                     | Wham!                  | 3:19  |

## Classements

### Classements annuels
| Classement (2015) | Meilleure position |
| ----------------- | ------------------ |
| France (SNEP)     | 30                 |

| Classement (2016) | Meilleure position |
| ----------------- | ------------------ |
| France (SNEP)     | 3                  |